# Vito De Taranto
Vito De Taranto (1913 – 1991) è stato un attore e basso italiano.

## Biografia
È stato interprete di diversi film musicali incentrati su famose opere liriche. 
È ricordato però soprattutto per aver interpretato il ruolo del prof. Pereghi, direttore della scuola del maestro Mombelli, nel film del 1963 Il maestro di Vigevano, diretto da Elio Petri ed interpretato da Alberto Sordi e Claire Bloom. Il film era tratto dal romanzo omonimo Il maestro di Vigevano di Lucio Mastronardi.

## Filmografia
- Il barbiere di Siviglia (1947)
- La forza del destino (1952)
- Cenerentola (1953)

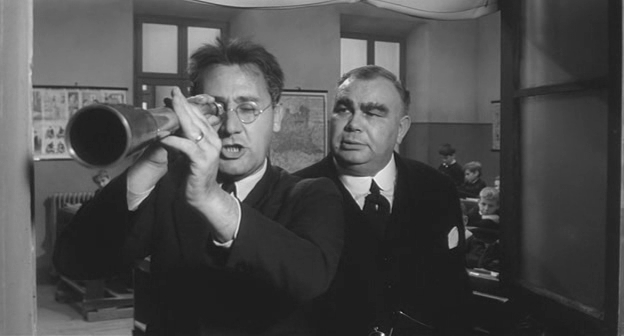
Vito De Taranto (a destra) in un fotogramma del film Il maestro di Vigevano, accanto ad Alberto Sordi

- Figaro, il barbiere di Siviglia (1955)
- Tosca (1956)
- Il maestro di Vigevano (1963)